# Silja Lehtinen
Pour les articles homonymes, voir Lehtinen.
Silja Lehtinen née le 5 novembre 1985 à Helsinki en Uusimaa en Finlande, est une véliplanchiste finlandaise. Elle remporte la médaille de bronze lors des Jeux olympiques d'été de 2012 à Londres dans l'épreuve du Elliott 6m femmes avec ses compatriotes: Silja Kanerva et Mikaela Wulff.

## Palmarès

### Jeux olympiques
- Médaille de bronze en Elliott 6m en 2012 avec Silja Kanerva et Mikaela Wulff[2].
- 11e en Yngling en 2008